# Royal Naval Air Station Yeovilton
Base aéronavale de Yeovilton
Le Royal Naval Air Station Yeovilton ou RNAS Yeovilton, également connu sous le nom de HMS Heron (IATA : YEO , ICAO : EGDY) est un aérodrome de la Royal Navy et de l'armée britannique, situé à quelques kilomètres au nord de Yeovil dans le Somerset. C'est l'une des deux bases actives de la Fleet Air Arm (l'autre étant le RNAS Culdrose) et abrite actuellement les hélicoptères Wildcat HMA2 de la Royal Navy et les Wildcat AH1 de l'Army Air Corps ainsi que les Merlin HCi3/4/4A et Wildcat AH1 du Commando Helicopter Force.
L'aérodrome abrite également le Fleet Air Arm Museum (en) et la station accueille une journée annuelle de l'air en juillet.
La base possède aussi une installation de secours proche, le Royal Naval Air Station Merryfield datant de 1942.

## Histoire

### Mission actuelle
La base d'Yeovilton abrite :
- la Royal Navy Maritime Wildcat Force (MWF) [1],
- la Royal Navy Commando Helicopter Force (CHF) [2],
- la Army's Aviation Reconnaissance Force (ARF) [3],
- des éléments de la Royal Navy Fixed Wing Force.

La station exploite plus de 100 avions et est occupée par environ 1 675 militaires et 2 000 civils, y compris des employés du ministère de la Défense (MOD) et des sous-traitants permanents. La formation des équipages et des ingénieurs des types d'aéronefs résidents est également dispensée au RNAS Yeovilton. C'est également le lieu de la RN Fighter Controller School, qui forme les contrôleurs d'aéronefs en surface.
Le Commando Helicopter Force a maintenant redonné la priorité à son rôle amphibie principal à l'appui des opérations de la Royal Navy/ Royal Marines après s'être concentré sur plus d'une décennie de service dans des campagnes terrestres en Afghanistan et avant cela en Irak. Pendant les périodes d'entraînement au vol chargé, la pression sur l'aérodrome du RNAS Yeovilton est soulagée par l'utilisation du RNAS Merryfield à proximité.
Le 727 Naval Air Squadron exploite le Grob Tutor T1 dans le rôle de gradation et d'entraînement élémentaire au pilotage.

## Unités
Unités volantes et notables non volantes basées au RNAS Yeovilton,,.

### Royal Navy
Fleet Air Arm
- Wildcat Maritime Force :
  - 815 Naval Air Squadron – Wildcat HMA2
  - 825 Naval Air Squadron – Wildcat HMA2
- 727 Naval Air Squadron – Tutor T1
- Royal Naval Reserve Air Branch
- Royal Navy School of Fighter Control
- Royal Navy School of Aircraft Control
- Underwater Escape Training Unit (en)
- Wildcat Demo Team (en) (Black Cats)[8]

Commando Helicopter Force (Fleet Air Arm/Royal Marines)
- - 845 Naval Air Squadron – Commando Merlin HC4/4A
  - 846 Naval Air Squadron – Commando Merlin HC4
  - 847 Naval Air Squadron – Commando Wildcat AH1

### British Army
Joint Helicopter Command/ Army Air Corps
- Aviation Reconnaissance Force
  - 1 Regiment Army Air Corps (en)
    - 652 Squadron – Wildcat AH1
    - 659 Squadron – Wildcat AH1
    - 661 Squadron – Wildcat AH1

Royal Electrical and Mechanical Engineers (en)
- 7 Aviation Support Battalion REME (en)
  - 73 Aviation Company (Support Wildcat)

### OTAN
Supreme Headquarters Allied Powers Europe (SHAPE)
- Joint Electronic Warfare Core Staff (JEWCS) [9]